# Helen Quinn

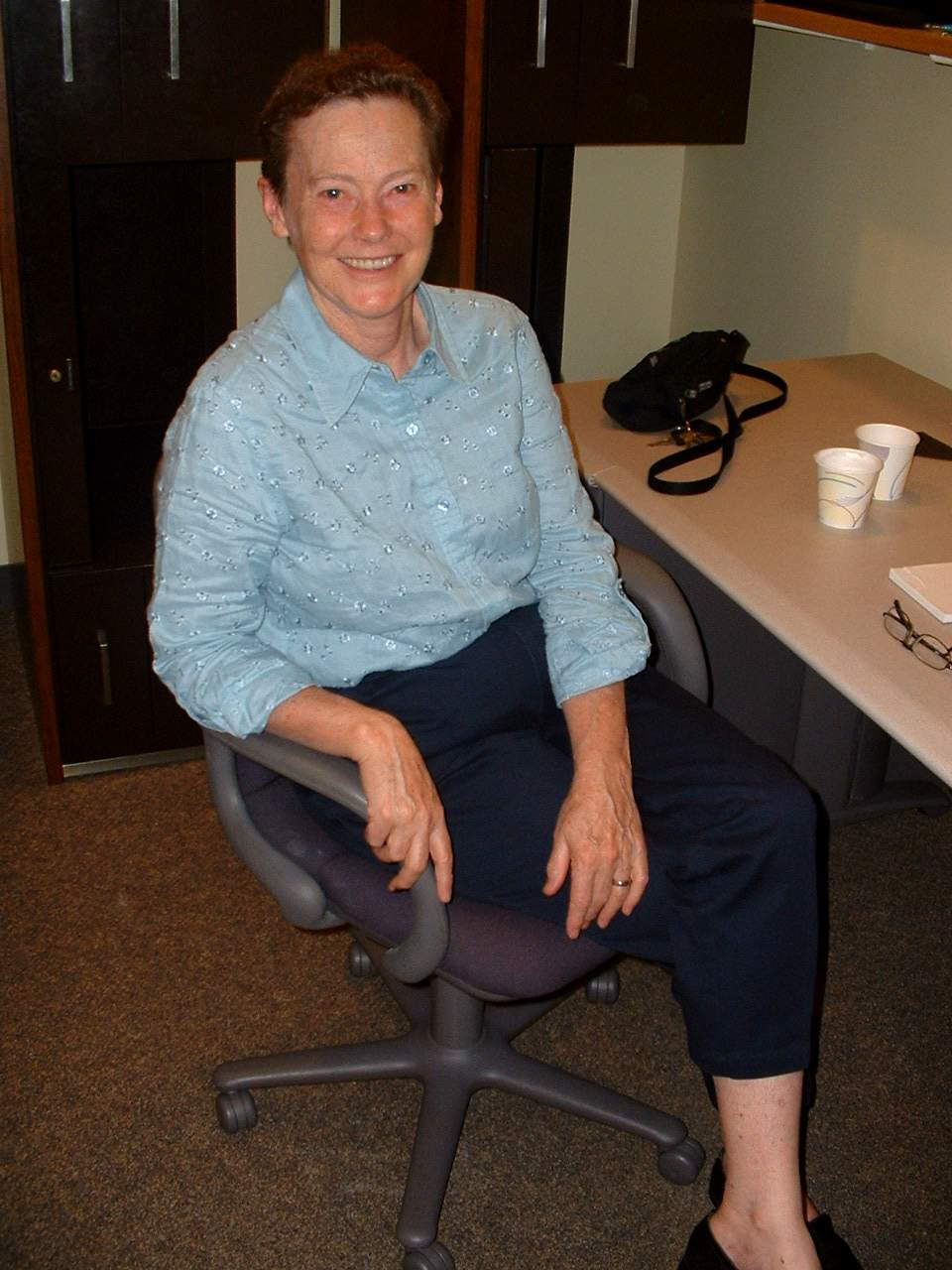
Helen Quinn (2003)

Helen Rhoda Quinn (* 19. Mai 1943 in Melbourne) ist eine australische theoretische Physikerin, die hauptsächlich im Bereich der Elementarteilchenphysik arbeitet.

## Leben
Quinn besuchte in Victoria in Australien die Schule und studierte an der University of Melbourne (mit einem Stipendium für Meteorologie), bevor sie in die USA zur Stanford University ging, wo sie 1963 ihren Bachelor und 1964 ihren Master-Abschluss machte und 1967 mit der Arbeit Radiative corrections to Beta decay and some sum rules for neutrino interactions promovierte. 1967 bis 1968 war sie am SLAC (Stanford Linear Accelerator) und danach bis 1970 am DESY in Hamburg (wo auch ihr Ehemann als Physiker tätig war), bevor sie an die Harvard University ging, wo sie 1976/77 Associate Professor war. 1977 ging sie wieder ans SLAC, wo sie seit 1979 fest als Wissenschaftler angestellt ist, 1988 bis 1993 die Ausbildung koordinierte (sie ist auch in der Zusammenarbeit des SLAC mit Schullehrern in Kalifornien aktiv). Seit 2003 ist sie Professorin für Physik am SLAC.
Quinn wurde für ihre Arbeiten zu der großen vereinheitlichten Theorie (GUT) und zur CP-Symmetrie bekannt. Mit Howard Georgi und Steven Weinberg postulierte sie 1974 als erste die Konvergenz der Kopplungskonstanten in einer GUT-Theorie (bei {\displaystyle 10^{14}} bis {\displaystyle 10^{16}} GeV). Mit Roberto Peccei postulierte sie die Peccei-Quinn-Symmetrie, um die CP-Erhaltung in der starken Wechselwirkung (im Gegensatz zur elektroschwachen Wechselwirkung) zu erklären. Aus dieser Theorie folgt die Vorhersage des (bisher nicht beobachteten) Axions. Sie untersuchte mit der Cabibbo-Kobayashi-Maskawa-Matrix die CP-Verletzung in B-Meson-Zerfällen. Mit Enrico Poggio und Steven Weinberg führte sie die Quark-Hadron-Dualität ein. Mit Thomas Appelquist untersuchte sie 1972 die Renormierungseigenschaften (Aufhebung von Divergenzen) von vereinfachten Modellen (Appelquist-Quinn-Modell) der elektroschwachen Wechselwirkung.
1974 bis 1978 war sie Sloan Research Fellow. 1984 wurde sie Fellow der American Physical Society. Seit 1998 ist sie Mitglied der American Academy of Arts and Sciences, seit 2003 der National Academy of Sciences der USA und seit 2009 der American Philosophical Society. 2000 erhielt sie mit Howard Georgi und Jogesh Pati die Dirac-Medaille des International Centre for Theoretical Physics (ICTP) in Trieste. Sie ist Ehrendoktor der University of Notre Dame (2002). Seit 2004 war sie Präsidentin der American Physical Society (APS). 2005 erhielt sie den Order of Australia als Officer. 2013 wurde sie mit dem Sakurai-Preis ausgezeichnet, 2016 erhielt sie die Compton Medal des American Institute of Physics (AIP) und für 2018 bekam sie die Benjamin Franklin Medal des Franklin Institute zugesprochen. 2021 war sie David M. Lee Historical Lecturer. Für 2021 wurde ihr der Harvey-Preis für Wissenschaft und Technologie zugesprochen, für 2024 die Matteucci-Medaille.
Sie ist verheiratet und hat zwei Kinder.

## Schriften
- mit Yossi Nir: The mystery of missing antimatter, Princeton University Press 2008
- Quinn: The CP puzzle of the strong interactions. In: Dirac Lecture. 2001,  arxiv:hep-ph/0110050 (englisch)
- Quinn: B-Physics and CP Violation. In: Trieste Lectures. 2001, arxiv:hep-ph/0111177 (englisch)